# فابیان نورنبرگر
فابیان نورنبرگر (انگلیسی: Fabian Nürnberger؛ زادهٔ ۲۸ ژوئیهٔ ۱۹۹۹) بازیکن فوتبال اهل آلمان است.
از باشگاه‌هایی که در آن بازی کرده‌است می‌توان به باشگاه فوتبال نورنبرگ اشاره کرد.